# Pillar of Fire
Pillar of fire är en miniserie och en dokumentärserie från 1981 uppkallad efter det bibliska fenomenet eldpelare, som ledde de forntida israeliterna till det förlovade landet under deras uttåg från Egypten. Den producerades av Yaakov Eisenmann och redigerades av Yigal Loussin.
Pillar of fire anses vara bland de största filmproduktionerna som någonsin visats i israelisk TV.[källa behövs]

## Fotnoter
1. ↑  Bland annat i 2 Mos 13:21